# Вилкицки проток
Вижте пояснителната страница за други значения на Вилкицки.
Вилкѝцкият проток (на руски: пролив Вилькицкого) е проток между полуостров Таймир, най-северната континентална част на Азия, на юг и архипелага Северна Земя на север, като свързва Карско море на запад с море Лаптеви на изток. Дължина около 130 km, минимална ширина 56 km, дълбочина да 210 m. Почти през цялата година е заледен. Административно е на територията (на Красноярски край в Русия.
На 8 май 1742 година руският полярен изследовател Семьон Челюскин, участник в отряда на Харитон Лаптев по време на Великата Северна експедиция (1735-1742) открива най-северната континентална точка на Азия - нос Челюскин и северно от него вижда замръзнало море без да подозира, че това е проток. През 1878 година шведският геолог, географ и полярен изследовател Адолф Ерик Норденшелд на кораба „Вега“ извършва първото плаване по Северния морски път от запад на изток с едно зимуване като преминава през протока също без да подозира за съществуването на архипелага Северна Земя северно от него. Истинското откриване на протока става на 3 септември 1914 година по време на полярната експедиция, ръководена от руския хидрограф Борис Вилкицки на ледоразбивачите „Таймир“ и „Вайгач“, които първи преминават по Северния морски път от изток на запад с едно зимуване. В чест на своя откривател през 1918 година протокът е наименуван на неговото име.